# Grip It! On That Other Level
Albums de Geto Boys
Making Trouble
(1988) The Geto Boys
(1990)
Singles
1. Do it Like a G.O.
Sortie : 1989

Grip It! On That Other Level est le deuxième album studio des Geto Boys, sorti le 12 mars 1989.
L'album s'est classé 19e au Top R&B/Hip-Hop Albums et 166e au Billboard 200.
Le magazine Complex l'a classé à la 19e place de ses « 50 plus grands albums de rap des années 80 » et en 1998, The Source l'a inclus dans sa liste des « 100 meilleurs albums de rap ».

## Liste des titres
| No  | Titre                                                       | Contient un (des) sample(s) de | Durée |
| --- | ----------------------------------------------------------- | --- | ----- |
| 1.  | Do It Like a G.O. (Produit par DJ Ready Red)                | Superfly de Curtis Mayfield Apache de l'Incredible Bongo Band Scorpio de Dennis Coffey and The Detroit Guitar Band Get Up, Get Into It, Get Involved de James Brown An Offer He Can't Refuse (Extrait de la bande originale du Parrain) No Wife, No Kids de Scarface | 4:34  |
| 2.  | Gangsta of Love (Produit par Prince Johnny C)               | The Joker du Steve Miller Band I Walk on Gilded Splinters de Johnny Jenkins | 5:41  |
| 3.  | Talkin' Loud Ain't Saying Nothin (Produit par DJ Ready Red) | | 5:07  |
| 4.  | Read These Nikes (Produit par DJ Ready Red)                 | It Takes Two de Rob Base & DJ E-Z Rock You Can Have Watergate Just Gimme Some Bucks and I'll Be Straight de Fred Wesley and The J.B.'s Funky Drummer de James Brown Funky President (People It's Bad) de James Brown My Girl d'Otis Redding                          | 3:40  |
| 5.  | Size Ain't Shit (Produit par DJ Ready Red)                  | Blow Your Head de Fred Wesley and The J.B.'s Mt. Airy Groove de Pieces of a Dream | 3:39  |
| 6.  | Seek and Destroy (Produit par John Bido et Doug King)       | Do What You Wanna du Ramsey Lewis Trio I Get Lifted de KC & the Sunshine Band featuring George McCrae Think (About It) de Lyn Collins | 3:30  |
| 7.  | No Sell Out (Produit par DJ Ready Red)                      | Crossword Puzzle de Sly Stone Fight the Power de Public Enemy UFO d'ESG Rocket in the Pocket (Live) de Cerrone | 4:38  |
| 8.  | Let a Ho Be a Ho (Produit par DJ Ready Red)                 | | 4:31  |
| 9.  | Scarface (Produit par John Bido)                            | Blues and Pants de James Brown Ashley's Roachclip des Soul Searchers Gimmie What You Got du Pamplemousse Different Strokes de Syl Johnson Straight Outta Compton de N.W.A My Balls and My Words de Scarface                                                          | 5:05  |
| 10. | Life in the Fast Lane (Produit par DJ Ready Red)            | | 3:15  |
| 11. | Trigga Happy Nigga (Produit par DJ Ready Red et John Bido)  | Memphis Soul Stew de King Curtis Love the Life You Live de Kool & the Gang No Wife, No Kids de Scarface Say Hello to My Little Friend de Scarface | 4:46  |
| 12. | Mind of a Lunatic (Produit par Doug King)                   | Givin' Up Food for Funk des J.B.'s Funky Drummer de James Brown Stacked Cards (Conclusion) de Power Records | 5:24  |